# Supercopa de Japón 2002
La Supercopa de Japón 2002, también conocida como Supercopa Xerox 2002 (en inglés: Xerox Super Cup 2002) por motivos de patrocinio, fue la 9.ª edición de este torneo.
Fue disputada entre Kashima Antlers, como campeón de la J. League Division 1 2001, y Shimizu S-Pulse, como ganador de la Copa del Emperador 2001. El partido se jugó el 23 de febrero de 2002 en el Estadio Nacional de la ciudad de Tokio.

## Participantes
| Bandera de Prefectura de Ibaraki  | Kashima Antlers | Campeón de la J. League Division 1 (2001) |
| Bandera de Prefectura de Shizuoka | Shimizu S-Pulse | Campeón de la Copa del Emperador (2001)   |

## Partido
| 23 de febrero de 2002, 14:48 (UTC+9) | Kashima Antlers                                           | 1:1 (0:0) (4:5 p.)         | Shimizu S-Pulse                                      | Estadio Nacional, Tokio                                   |                                                           |
|                                      | Motoyama 67'                                              | Reporte                    | Yokoyama 89'                                         | Asistencia: 34.576 espectadores Árbitro(s): Tōru Kamikawa | Asistencia: 34.576 espectadores Árbitro(s): Tōru Kamikawa |
|                                      |                                                           | Tiros desde el punto penal |                                                      |                                                           |                                                           |
|                                      | Fabiano · Honda · Akita · Ogasawara · Narahashi · Ikeuchi |                            | Toda · Ichikawa · Baron · Hiramatsu · Santos · Ikeda |                                                           |                                                           |

### Detalles
| 21         | Guardameta     | Hitoshi Sogahata   |     |
| 2          | Defensa        | Akira Narahashi    |     |
| 3          | Defensa        | Yutaka Akita       |     |
| 4          | Defensa        | Fabiano            |     |
| 16         | Defensa        | Augusto            |     |
| 18         | Centrocampista | Kōji Kumagai       |     |
| 5          | Centrocampista | Kōji Nakata        |     |
| 8          | Centrocampista | Mitsuo Ogasawara   |     |
| 10         | Centrocampista | Masashi Motoyama   | 89' |
| 30         | Delantero      | Takayuki Suzuki    |     |
| 13         | Delantero      | Atsushi Yanagisawa | 82' |
| Entrenador | Entrenador     | Toninho Cerezo     |     |

| 20         | Guardameta     | Takaya Kurokawa    |     |
| 19         | Defensa        | Shōhei Ikeda       |     |
| 6          | Defensa        | Katsumi Ōenoki     |     |
| 3          | Defensa        | Takuma Koga        |     |
| 25         | Centrocampista | Daisuke Ichikawa   |     |
| 4          | Centrocampista | Kazuyuki Toda      |     |
| 5          | Centrocampista | Yasuhiro Yoshida   |     |
| 8          | Centrocampista | Alessandro Santos  |     |
| 13         | Centrocampista | Kōhei Hiramatsu    |     |
| 10         | Delantero      | Masaaki Sawanobori | 83' |
| 9          | Delantero      | Baron              |     |
| Entrenador | Entrenador     | Zdravko Zemunović  |     |

| 6  | Centrocampista | Yasuto Honda     | 82' |
| 20 | Defensa        | Tomohiko Ikeuchi | 89' |

| 17 | Delantero | Takayuki Yokoyama | 83' |

| Anotado | 67' | Masashi Motoyama | 1-0 |

| Anotado | 89' | Takayuki Yokoyama | 1-1 |

| Fabiano          | Acierto de penal          | 1:0 |                          |                   |
|                  |                           | 1:1 | Acierto de penal         | Kazuyuki Toda     |
| Yasuto Honda     | Acierto de penal          | 2:1 |                          |                   |
|                  |                           | 2:2 | Acierto de penal         | Daisuke Ichikawa  |
| Yutaka Akita     | Fallo de penal (Atajado)  | 2:2 |                          |                   |
|                  |                           | 2:3 | Acierto de penal         | Baron             |
| Mitsuo Ogasawara | Acierto de penal          | 3:3 |                          |                   |
|                  |                           | 3:3 | Fallo de penal (Atajado) | Kōhei Hiramatsu   |
| Akira Narahashi  | Acierto de penal          | 4:3 |                          |                   |
|                  |                           | 4:4 | Acierto de penal         | Alessandro Santos |
| Tomohiko Ikeuchi | Fallo de penal (Desviado) | 4:4 |                          |                   |
|                  |                           | 4:5 | Acierto de penal         | Shōhei Ikeda      |

| Amonestado | 43' | Masashi Motoyama |
| Amonestado | 59' | Mitsuo Ogasawara |
| Amonestado | 72' | Kōji Nakata      |
| Amonestado | 89' | Augusto          |

| Amonestado | 8'  | Alessandro Santos  |
| Amonestado | 27' | Katsumi Ōenoki     |
| Amonestado | 56' | Kazuyuki Toda      |
| Amonestado | 78' | Masaaki Sawanobori |

| Otorgado · Expulsado | 89' | Kōji Nakata |

| Árbitro             | Tōru Kamikawa      |
| Árbitros asistentes | Satoru Ishizawa    |
| Árbitros asistentes | Masatoshi Shibata  |
| Cuarto árbitro      | Hirofumi Yamanishi |

| 21         | Guardameta     | Hitoshi Sogahata   |     |
| 2          | Defensa        | Akira Narahashi    |     |
| 3          | Defensa        | Yutaka Akita       |     |
| 4          | Defensa        | Fabiano            |     |
| 16         | Defensa        | Augusto            |     |
| 18         | Centrocampista | Kōji Kumagai       |     |
| 5          | Centrocampista | Kōji Nakata        |     |
| 8          | Centrocampista | Mitsuo Ogasawara   |     |
| 10         | Centrocampista | Masashi Motoyama   | 89' |
| 30         | Delantero      | Takayuki Suzuki    |     |
| 13         | Delantero      | Atsushi Yanagisawa | 82' |
| Entrenador | Entrenador     | Toninho Cerezo     |     |

| 20         | Guardameta     | Takaya Kurokawa    |     |
| 19         | Defensa        | Shōhei Ikeda       |     |
| 6          | Defensa        | Katsumi Ōenoki     |     |
| 3          | Defensa        | Takuma Koga        |     |
| 25         | Centrocampista | Daisuke Ichikawa   |     |
| 4          | Centrocampista | Kazuyuki Toda      |     |
| 5          | Centrocampista | Yasuhiro Yoshida   |     |
| 8          | Centrocampista | Alessandro Santos  |     |
| 13         | Centrocampista | Kōhei Hiramatsu    |     |
| 10         | Delantero      | Masaaki Sawanobori | 83' |
| 9          | Delantero      | Baron              |     |
| Entrenador | Entrenador     | Zdravko Zemunović  |     |

| 6  | Centrocampista | Yasuto Honda     | 82' |
| 20 | Defensa        | Tomohiko Ikeuchi | 89' |

| 17 | Delantero | Takayuki Yokoyama | 83' |

| Anotado | 67' | Masashi Motoyama | 1-0 |

| Anotado | 89' | Takayuki Yokoyama | 1-1 |

| Fabiano          | Acierto de penal          | 1:0 |                          |                   |
|                  |                           | 1:1 | Acierto de penal         | Kazuyuki Toda     |
| Yasuto Honda     | Acierto de penal          | 2:1 |                          |                   |
|                  |                           | 2:2 | Acierto de penal         | Daisuke Ichikawa  |
| Yutaka Akita     | Fallo de penal (Atajado)  | 2:2 |                          |                   |
|                  |                           | 2:3 | Acierto de penal         | Baron             |
| Mitsuo Ogasawara | Acierto de penal          | 3:3 |                          |                   |
|                  |                           | 3:3 | Fallo de penal (Atajado) | Kōhei Hiramatsu   |
| Akira Narahashi  | Acierto de penal          | 4:3 |                          |                   |
|                  |                           | 4:4 | Acierto de penal         | Alessandro Santos |
| Tomohiko Ikeuchi | Fallo de penal (Desviado) | 4:4 |                          |                   |
|                  |                           | 4:5 | Acierto de penal         | Shōhei Ikeda      |

| Amonestado | 43' | Masashi Motoyama |
| Amonestado | 59' | Mitsuo Ogasawara |
| Amonestado | 72' | Kōji Nakata      |
| Amonestado | 89' | Augusto          |

| Amonestado | 8'  | Alessandro Santos  |
| Amonestado | 27' | Katsumi Ōenoki     |
| Amonestado | 56' | Kazuyuki Toda      |
| Amonestado | 78' | Masaaki Sawanobori |

| Otorgado · Expulsado | 89' | Kōji Nakata |

| Árbitro             | Tōru Kamikawa      |
| Árbitros asistentes | Satoru Ishizawa    |
| Árbitros asistentes | Masatoshi Shibata  |
| Cuarto árbitro      | Hirofumi Yamanishi |

|                                    |
| Bandera de Prefectura de Shizuoka  |
| Campeón Shimizu S-Pulse 2.º título |